# Tres Cerros
Tres Cerros är en ort i Mexiko.   Den ligger i kommunen Tenejapa och delstaten Chiapas, i den sydöstra delen av landet, 800 km öster om huvudstaden Mexico City. Tres Cerros ligger 1 321 meter över havet och antalet invånare är 1 228.
Terrängen runt Tres Cerros är kuperad åt sydväst, men åt nordost är den bergig. Runt Tres Cerros är det tätbefolkat, med 319 invånare per kvadratkilometer. Närmaste större samhälle är Cancuc, 1,1 km väster om Tres Cerros. I omgivningarna runt Tres Cerros växer i huvudsak städsegrön lövskog.